# 柞水站
柞水站，位于中华人民共和国陕西省商洛市柞水县乾佑镇，是西康铁路上的火车站，建于2000年，由西安铁路局安康车务段管辖。